# Герб Великого Яблунця
Герб Великого Яблунця — офіційний символ села Великий Яблунець Ємільчинського району Житомирської області, затверджений 9 липня 2013 р. рішенням № 179 XXV сесії Великояблунецької сільської ради V скликання.

## Опис
Щит чотиричасний. На першому червоному полі срібний Архистратиг Михаїл. На другому золотому полі лазурова п'ятипелюсткова квітка льону. На третьому золотому полі велика яблуня з зеленою кроною, червоними плодами з золотими облямівками та чорним стовбуром. На четвертому червоному полі срібний уширений хрест. Щит обрамований золотим декоративним картушем і увінчаний золотою сільською короною.

## Значення символів
Архистратиг Михаїл — покровитель села. П'ятипелюсткова квітка символізує п'ять населених пунктів — села Великий Яблунець, Непізнаничі, Малий Яблунець, Вірівка та Старі Непізнаничі, що входять до складу територіальної громади, та льонарські досягнення трудівників. Яблуня — древній багатозначний символ братерства та злагоди. Срібний хрест — традиційний символ віри, чистоти, вказує на входження краю до складу Литви, Волинської губернії.
Автор — Сергій Володимирович Сікан.